# Paramaenas hecate
Paramaenas hecate är en fjärilsart som beskrevs av Fawcett 1916. Paramaenas hecate ingår i släktet Paramaenas och familjen björnspinnare. Inga underarter finns listade i Catalogue of Life.